# 镇海林蛙
镇海林蛙（学名：Rana zhenhaiensis），一种分布于中国南方地区的两栖动物，隶属于蛙科蛙属。模式产地为浙江省宁波市北仑区柴桥街道（原属镇海县）。

## 形态特征
镇海林蛙雄蛙体长约46豪米，雌蛙体长48毫米左右。皮肤较光滑，体色变异较大。雄蛙背面一般呈橄榄棕色、棕灰色、棕褐色、墨绿灰色或灰黄色，在产卵季节雌蛙体背一般为红棕色或棕黄色，以后逐渐接近于雄蛙的颜色，有的个体背部散布棕黑色、灰棕色或深灰色小点；背侧褶较体背颜色稍浅，其外缘有断续的黑色斑点或线纹，背面疣粒周围多为黑色；四肢背面有宽窄不一的黑横纹；雄蛙腹面多为乳白色或浅棕色，少数为米黄色。咽喉部有的散以灰色斑点；雌蛙的咽胸部常有橘红色或棕红色斑点，腹部深黄色，股下方略呈粉红色。